# Dopravní prostředek
Dopravní prostředek je zpravidla pohyblivý hmotný objekt (těleso) nebo jiný technický resp. technologický soubor, sloužící k dopravě materiálu a přepravě osob. Jedná se vlastně o mobilní součást dopravy a přepravy. Přeprava energie může být také prováděna dopravními prostředky ale pouze za předpokladu, že je energie primárně vázána na nějaký hmotný objekt (kupř. chemická energie vázaná v palivu, či tepelná energie vázaná ve vodě či vodní páře apod.), totéž platí i pro přepravu zpráv a informací vůbec.

## Rozdělení dopravních prostředků
- Vozidla: terénní, silniční (automobily, motocykly), kolejová (vagóny, lokomotivy, drezíny), tramvaje), jízdní kola, skateboardy, koloběžky, kočáry, traktory, povozy, jízdní zvířata
- Letadla: balóny, vzducholodi, vrtulníky, letadla s pevnými křídly, vznášedla, větroně, vírníky, padáky, rakety
- Plavidla: lodě, vory, ponorky, prámy, plovoucí bagry a jeřáby, vodní lyže, paddleboardy
- Zdvihadla: výtahy, jeřáby, lanovky, eskalátory, vrátky, pásové přepravníky, kladkostroje
- Produktovody a potrubní systémy: vodovody, plynovody, ropovody, parovody, přepravníky sypkých hmot či vazkých kapalin
- Pneumatické přepravníky: potrubní pošta, zemědělský fukar
- ostatní speciální a experimentální konstrukce - např. monorail (druh vlaku), lanovky

## Druhy dopravních prostředků
- poháněné animální silou
  - poháněné lidskou silou
    - Nohy popřípadě i Ruce
    - Jízdní kolo, Rikša
    - Tříkolka
    - Koloběžka
    - Invalidní vozík ruční
    - Běžecké lyže
    - Brusle, Kolečkové brusle, Skateboard, Jednokolka
    - Kajak, Kanoe
    - Pramice, Veslice
    - Ruční vozík, Dětský kočárek
    - Trakař, Stavební kolečko
    - Osobní nosítka, Stavební nosítka
    - Žebřiňák
    - Nízkozdvižný vozík

- - poháněné zvířecí silou
    - Kůň
      - Koňský povoz
      - Kočár
      - Žebřiňák
      - Saně

    - Velbloud
    - Lama, Pštros
    - Slon
    - Psí spřežení
    - Poštovní holub

- Poháněné silou strojů
  - Vlak
  - Motocykl
  - Automobil
  - Autobus
  - Trolejbus
  - Tramvaj
  - Metro
  - Lanovka
  - Lyžařský vlek
  - Loď
  - Ponorka
  - Letadlo
  - Vzducholoď
  - Vrtulník
  - Vírník
  - Sněžný skútr
  - Vodní skútr
  - Rolba
  - Vznášedlo
  - Výtah, Zdviž
  - Jeřáb
  - Stavební vrátek
  - Eskalátor
  - Pásový dopravník
  - Korečkový dopravník
  - Řetězový dopravník
  - Potrubní pošta
  - Vysokozdvižný vozík, Vysokozdvižná plošina
  - Ropovod, Plynovod, Vodovod, Kanalizace
  - Zemědělský fukar
  - Parovod
  - Traktor
  - Invalidní vozík mechanický

- Poháněné přírodními živly
  - Balón
  - Větroň
  - Plachetní loď
  - pltě a vory
  - Lední kluzák
  - Závodní saně
  - Sjezdové lyže
  - Skibob
  - Padák
  - Raft
  - Spádový vodovod

## Co není dopravní prostředek
Elektrické vedení elektrickou energii přímo nijak nepřepravuje (neboť není pohyblivým objektem). Elektrická energie je fakticky vždy šířena elektromagnetickým polem v celém prostoru (tedy převážně mimo elektrický vodič). Každé elektrické vedení je tedy pouze pomocný prostředek pro přenos a šíření elektrické energie prostřednictvím elektromagnetického pole. Elektrické vedení přepravuje pouze a jedině elektricky nabité částice, volné elektrony z kovové mřížky svých vodičů, v případě střídavého elektrického napětí a proudu navíc tyto elektrony ve vodiči pouze kmitají sem a tam s frekvencí sítě (v Česku 50 Hz). Představa elektrického vedení coby jakéhosi velmi zvláštního potrubí pro tok elektrické energie je principiálně zcela nesprávná.
Dopravním prostředkem nejsou také skluzy (využívající gravitace), ani podobné poháněné či nepoháněné dopravníky (válečkové trati apod.), přestože tato zařízení dopravu (materiálu) či přepravu zajišťují.